# Börner (Familie)

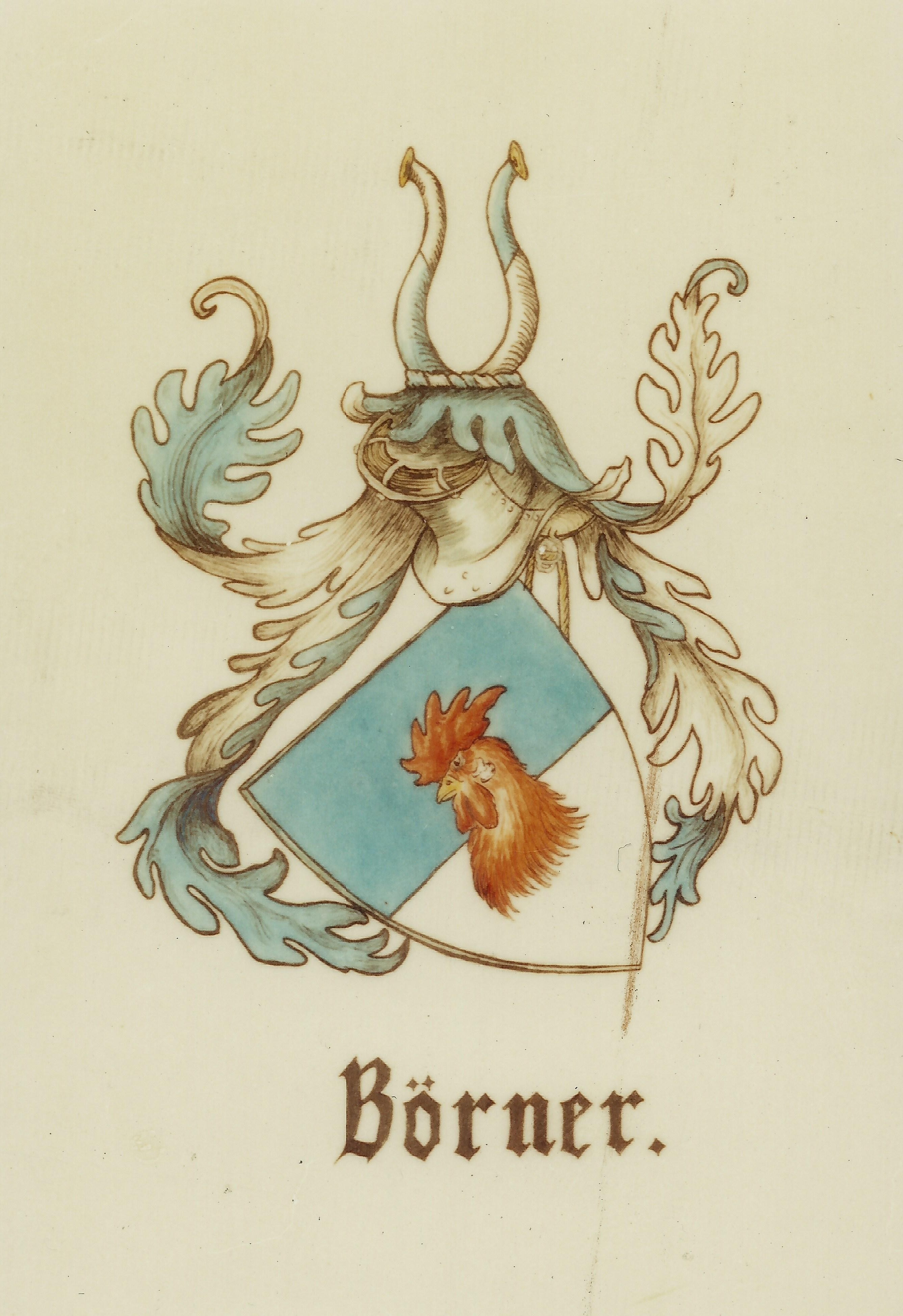
Historische Darstellung des Börnerschen Familienwappens

Börner ist der Name einer aus Wünschensuhl, Kreis Eisenach in Thüringen, stammenden deutschen Familie. Ältester bekannter Vorfahre im Mannesstamm ist Valentin Börner († 1737). Die Familie ist evangelisch-lutherisch und breitete sich von Wünschensuhl über Celle, Peine und Hamburg in ganz Deutschland aus. Sie besteht bis heute fort.

## Herkunft des Namens
Zur Herkunft des Familiennamens gibt es zwei Hypothesen: Der ersten Hypothese nach ist der Name aus dem altdeutschen Wort „Born“ für Quelle oder Brunnen entstanden. Er sagt also aus, dass jemand in der Nähe eines Brunnens oder eine Quelle lebte bzw. deren Besitzer war. Zu dieser Hypothese passend, führen einige Familien mit dem Namen Börner ein Wappen mit sprudelnder Quelle oder einem Brunnen. Gemäß der zweiten Hypothese ist der Name aus dem altdeutschen Wort „barnen“, „bornen“ oder „burnen“ für „brennen“ entstanden. Somit ist der Name als Berufsbezeichnung für einen Kohlenbrenner, Kalkbrenner, Ziegelbrenner oder Brandroder zu verstehen. Franz Börner (1877–1952) brachte in den 1930er Jahren die Hypothese in Umlauf, dass der Name sich auf einen indogermanischen Sippennamen zurückführen ließe. Die Aufgabe dieser Sippe soll es gewesen sein, Opfer- und Signalfeuer zu entzünden. Diese Hypothese von der Rückführung auf einen altgermanischen Sippennamen ist als sehr unwahrscheinlich anzusehen und nicht belegbar.

## Wappen

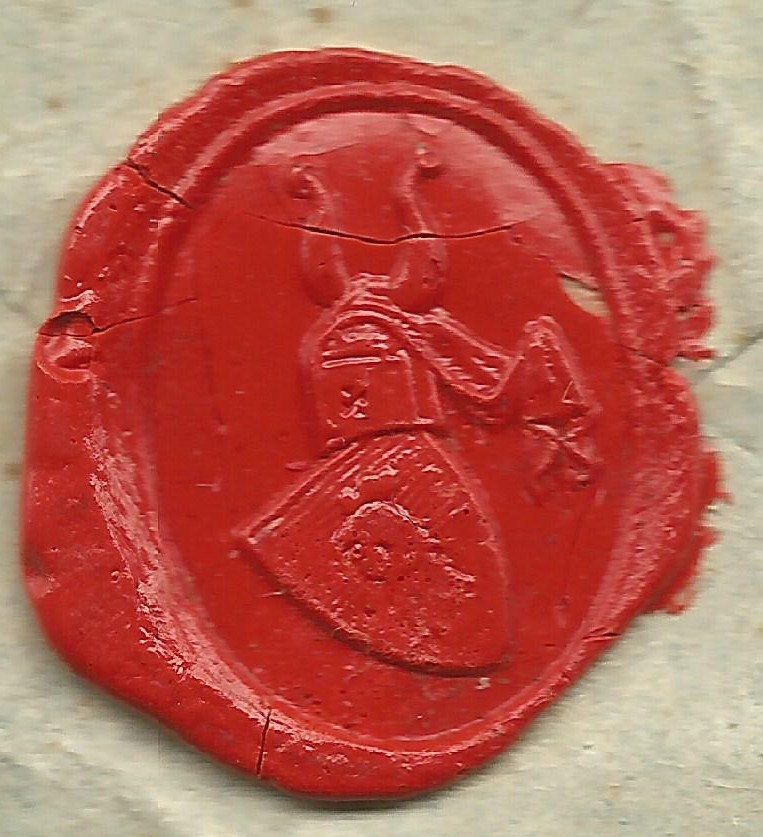
Lackabdruck eines Siegelrings mit dem Börnerschen Wappen

Johann Heinrich Börner (1776–1839) nahm um 1820 für die Familie ein Wappen an, dass in der Deutschen Wappenrolle, Band 21, Nr. 6424/70, folgendermaßen beschrieben ist:
„In blau-silbern geteiltem Schilde ein roter Hahnenkopf. Auf dem blau-silbern bewulsteten Helm mit blau-silbernen Decken zwei blau-silbern übereck schrägrechts bzw. schräglinks geteilte Büffelhörner.“
Herwig Börner (1920–2002) ließ dieses Wappen mit Führungsberechtigung für alle Nachkommen im Mannesstamm am 31. Mai 1970 unter der Nummer 6424/70 in die Deutsche Wappenrolle eintragen.
Der im beschriebenen Wappenschilde befindliche rote Hahnenkopf lehnt sich an die Hypothese von der Herleitung des Namens aus dem altdeutschen Wort für „brennen“ an. Der rote Hahn gilt seit jeher als Sinnbild für das Feuer. In dem Fahrtenlied Wir sind des Geyers schwarzer Haufen über Florian Geyer heißt es „Setzt aufs Klosterdach den roten Hahn!“, was dort bedeutet „Brennt das Kloster nieder!“

## Namensträger

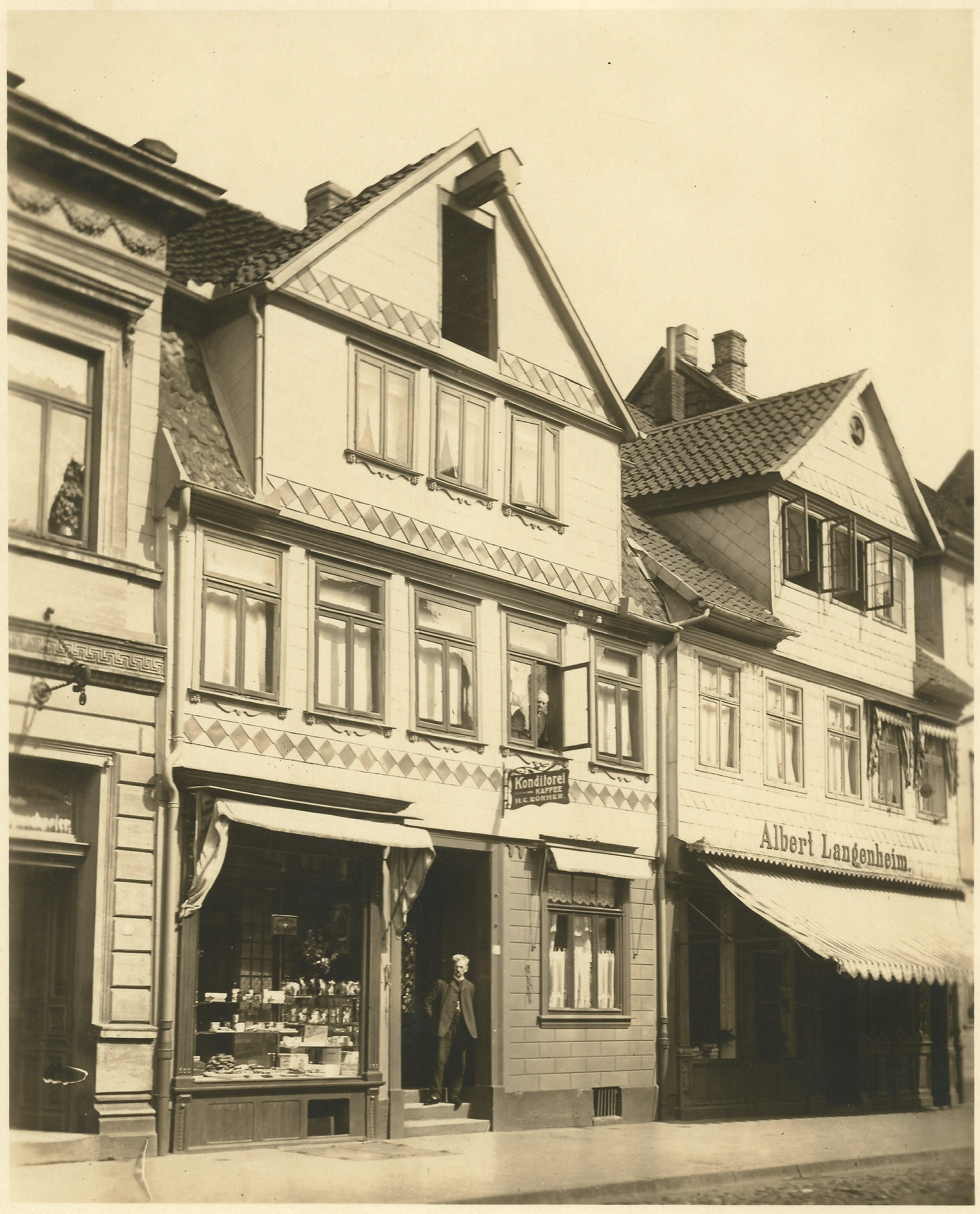
„Konditorei H. C. Börner“ von Hermann Christoph Börner in Peine

- Johann Heinrich Börner (* Wünschensuhl, den 3. Dezember 1776; † Celle, den 28. Mai 1839),[2] verheiratet mit Katharine Christine Loest (1796–1869), Königlich hannoverscher Regimentskapellmeister, Mitglied der King’s German Legion, Teilnehmer an der Schlacht bei Waterloo, Träger der Waterloo-Medaille.
- Max Johannes August Franz Börner (1877–1952), verheiratet mit der Lehrerin Elisabeth Müller (1884–1973), Diplom-Hütteningenieur, 1910 bis 1950 Betriebsleiter der Zinnwerke Wilhelmsburg GmbH.